# Joe Budden (album)
Joe Budden è il primo album del rapper statunitense omonimo, pubblicato dalla Def Jam nel 2003.
Attorno ai primi anni duemila, Budden emerge dalla scena dei mixtape underground di New York City come uno dei migliori artisti del panorama East Coast e firma con la Def Jam, etichetta sempre più propensa a firmare star già affermate. Con il promettente album d'esordio, si fa notare per essere un rapper atipico e distante dalla scena commerciale.L'album ha venduto la prima settimana 95 000 copie e in totale ha venduto più di 420 000 copie negli Stati Uniti
http://www.billboard.com/articles/news/70532/ailing-vandross-dances-atop-album-chart.

| Recensione       | Giudizio |
| ---------------- | -------- |
| AllMusic         | [ 1 ]    |
| HipHopDX         | [ 2 ]    |
| RapReviews       | [ 3 ]    |
| Rolling Stone    | [ 4 ]    |
| Spin             | [ 5 ]    |
| Robert Christgau | taglio   |

## Tracce
1. Intro – 2:03 (Joseph Budden, Joseph Kuleszynski, Geddy Lee, Alex Lifeson, Neil Peart) – White Boy
2. #1 – 4:04 (Budden, Eric Burdon, Bryan Chandler, Kuleszynski, Scott La Rock, Rodney Lemay, Alan Lomax, Lawrence Parker, Abrim Timon) – White Boy
3. Pump It Up – 4:11 (Robert Bell, Ronald Bell, George Brown, Budden, Robert Mickens, Claydes Charles Smith, Justin Smith, Dennis Thomas, Richard Westfield) – Just Blaze
4. Pusha Man – 4:18 (Budden, Kuleszynski) – White Boy
5. U Ain't Gotta Go Home – 4:54 (Budden, Kuleszynski) – White Boy
6. Walk With Me – 5:34 (Budden, Kuleszynski) – White Boy
7. She Wanna Know (featuring Lil' Mo) – 4:24 (Budden, Kuleszynski, Barry White) – White Boy
8. Survivor – 4:32 (Budden, Kuleszynski) – White Boy
9. Fire (Yes, Yes Y'all) (featuring Busta Rhymes) – 4:21 (Budden, Melvin Glover, Al McLaran, Jr., Frank Ski, J. Smith, Trevor Smith) – Just Blaze
10. Ma Ma Ma (featuring 112) – 4:24 (Budden, Rufus Cooper III, Katari Cox, Yafeu Fula, Kuleszynski, Joseph Paquette, Tupac Shakur, Bruce Washington, Tyrone Wrice) – White Boy
11. Calm Down – 5:16 (Budden, Kuleszynski, Mike Gainous) – White Boy
12. Focus – 4:02 (Budden, Kuleszynski) – White Boy
13. Give Me a Reason – 3:07 (Budden, J. Smith) – Just Blaze
14. Stand Up Nucca – 3:18 (Budden, Kuleszynski) – White Boy
15. 10 Mins. – 10:04 (Budden, Michael "Lofey" Sandlofer) – Lofey

Tracce bonus internazionali
1. Real Life in Rap – 4:23 (Budden, Kuleszynski, Gainous, Dennis Lambert, Brian Potter) – White Boy
2. Porno Star – 3:15 (Budden, Kuleszynski) – White Boy

## Classifiche

### Classifiche settimanali
| Classifica (2003)         | Posizione massima |
| ------------------------- | ----------------- |
| Regno Unito               | 55                |
| Stati Uniti               | 8                 |
| US Top R&B/Hip-Hop Albums | 2                 |

### Classifiche di fine anno
| Classifica (2003)         | Posizione massima |
| ------------------------- | ----------------- |
| US Top R&B/Hip-Hop Albums | 64                |